# Marvel Studios: Assembled
Marvel Studios: Assembled (titulada: Marvel Studios: Unidos en Hispanoamérica y Marvel Studios: Reunidos en España) es una antología de televisión estadounidense, una serie documental de especiales creados para el servicio de streaming, Disney+. Producida por Marvel Studios, cada especial muestra un detrás de cámaras de una película o serie de televisión del Universo cinematográfico de Marvel (UCM, por sus siglas en español) con los miembros de la producción, explorando el proceso de creación de cada película o serie. 
La serie se anunció por primera vez en febrero de 2021. Marvel Studios: Assembled se estrenó el 12 de marzo de 2021, con los especiales posteriores estrenándose poco después de la finalización de una serie de Disney+ o el estreno de una película en Disney+. Recibió respuestas positivas por mostrar cómo se unió cada proyecto, particularmente con los aspectos técnicos y la conectividad de la franquicia.

## Premisa
La serie muestra en formato de documental los detrás de escena de las series de Disney+ o película perteneciente al Universo cinematográfico de Marvel (MCU) con los creativos, explorando el proceso de creación de cada serie o película.

## Trasfondo
Marvel Studios: Assembled se anunció en febrero de 2021, como una serie documental de televisión de especiales para ir detrás de escena con un "examen en profundidad" de la serie de televisión Universo cinematográfico de Marvel (UCM, por sus siglas en inglés) y películas en la lista de la Fase Cuatro de la franquicia. Cada especial de "making of" sigue a los cineastas y al elenco y miembros del equipo durante la producción de cada proyecto, con imágenes exclusivas en el set que se utilizan para compilar los especiales de la serie. Assembled se anunció que se estrenaría el 12 de marzo de 2021 con un especial para WandaVision (2021), con especiales para The Falcon and the Winter Soldier (2021), la primera temporada de Loki (2021) y Hawkeye (2021), junto con la película Black Widow (2021), también revelados. Más tarde, en marzo, antes del estreno de The Falcon and the Winter Soldier, se reveló su especial para estrna el 30 de abril de 2021. Poco después del estreno de Loki en junio, se reveló que el especial de esa serie se estrenaría el 21 de julio de 2021. Los primeros tres especiales debutaron una semana después del estreno del final de cada serie. En septiembre de 2021, se reveló que el especial de Black Widow se estrenaría el 20 de octubre de 2021, mientras que un especial para What If...? fue anunciado para el 27 de octubre. En noviembre, se anunció el estreno de un especial para Shang-Chi y la leyenda de los Diez Anillos, el 12 de noviembre de 2021, para coincidir con el estreno en Disney+ de esa película como parte de la celebración del "Disney+ Day" del servicio.
En diciembre, se anunció que el especial de Hawkeye se estrenaría el 19 de enero de 2022. aunque esto se trasladó al 9 de febrero de 2022, en enero de 2022. Al mismo tiempo, se anunció que el especial de Eternals (2021) se estrenará el 16 de febrero. En abril de 2022, se reveló el estreno de un especial para Moon Knight (2022), el 11 de mayo de 2022, se estrenará finalmente el 25 de mayo. En junio de 2022, se reveló que se estrenará un especial de Doctor Strange in the Multiverse of Madness (2022), el 1 de julio de 2022, antes de retrasarse y estrenarse una semana después, el 8 de julio. En julio, un especial para Ms. Marvel  (2022) , se reveló que se estrenaría el 3 de agosto de 2022. Al mes siguiente, se anunció que el especial de Thor: Love and Thunder  (2022) se estrenaría el 8 de septiembre de 2022, para el Día de Disney+. En octubre, un especial para She-Hulk: Attorney at Law (2022) se reveló que se estrenaría el 3 de noviembre de 2022. En enero de 2023, se reveló que se estrenaría un especial de Black Panther: Wakanda Forever (2022) el 8 de febrero. En mayo de 2023, un especial para la película de la Fase Cinco, Ant-Man and the Wasp: Quantumania (2023) se reveló que se estrenará el 14 de junio de 2023. Premisa
Los comentaristas llamaron a Assembled una serie complementaria a las documentales de Marvel Studios, Marvel Studios: Leyendas, que se publica antes de una serie o película para ayudar a informar a los espectadores sobre eventos relevantes de esa serie o película, mientras que Hoai-Tran Bui y Ethan Anderton de / Film y Charlie Ridgley de ComicBook.com señalaron las similitudes con la serie de documentales Disney Gallery: The Mandalorian para la serie The Mandalorian de Disney+ del universo de Star Wars. Ridgley y Matt Miller de Game Informer señalaron que Assembled permitió a Marvel Studios proporcionar más información sobre cómo se produce su contenido y las respuestas que el público puede tener al respecto. David Wolinsky de GameSpot sintió que Assembled era un "seguimiento prometedor" de Behind the Mask de Marvel, una serie documental que mostraba la inspiración detrás de los héroes de los cómics de Marvel.

## Especiales
| Temporada | Temporada   | Fase que cubrió | Episodios | Episodios | Emisión original    | Emisión original     |
| Temporada | Temporada   | Fase que cubrió | Episodios | Episodios | Primera emisión     | Última emisión       |
| --------- | ----------- | --------------- | --------- | --------- | ------------------- | -------------------- |
|           | Fase Cuatro | Fase Cuatro     | 14        | 14        | 12 de marzo de 2021 | 8 de febrero de 2023 |
|           | Fase Cinco  | Fase Cinco      | —         | —         | 14 de junio de 2023 | —                    |

### Episodios

#### Fase Cuatro
| N.º | Título | Dirigido por   | Creado por                     | Fecha de lanzamiento original |
| --- | --- | -------------- | ------------------------------ | ----------------------------- |
| 1 | «Creando WandaVision» (en inglés: The Making of WandaVision)                                                             | Bradford Baruh | Meghan Leon                    | 12 de marzo de 2021           |
| El especial va tras bambalinas de la realización de WandaVision, con la escritora principal, Jac Schaeffer, el director de la serie Matt Shakman, las estrellas Elizabeth Olsen, Paul Bettany, Debra Jo Rupp, Kathryn Hahn, Teyonah Parris, Randall Park, Kat Dennings y Evan Peters, los compositores de canciones temáticas Robert Lopez y Kristen Anderson-Lopez, y creativos adicionales. La discusión incluye las comedias de situación clásicas que inspiraron la serie, cómo el equipo emuló los procesos de producción de las primeras comedias de situación y la experiencia de filmar frente a una audiencia de estudio en vivo para el primer episodio, «Filmed Before a Live Studio Audience». | |                |                                |                               |
| 2 | «Creando The Falcon and the Winter Soldier» (en inglés: The Making of The Falcon and the Winter Soldier)                 | Bradford Baruh | Meghan Leon                    | 30 de abril de 2021           |
| El especial va detrás de escena de la realización de The Falcon and the Winter Soldier, con el guionista principal Malcolm Spellman, la directora de la serie Kari Skogland, con los protagonistas Anthony Mackie, Sebastian Stan, Wyatt Russell, Erin Kellyman, Clé Bennett, Daniel Brühl, Emily VanCamp, Florence Kasumba, Julia Louis-Dreyfus y Don Cheadle, el productor ejecutivo Nate Moore y creativos adicionales. La discusión incluye la importancia de los problemas de racismo dentro de la narrativa, las escenas de acción, el desarrollo de la escenografía, el vestuario y el impacto de la pandemia del COVID-19 en la producción de la serie.                                            | |                |                                |                               |
| 3 | «Creando Loki» (en inglés: The Making of Loki)                                                                           | Bradford Baruh | Meghan Leon                    | 21 de julio de 2021           |
| El especial va detrás de escena de la realización de Loki, con el guionista principal Michael Waldron, la directora de la serie Kate Herron, protagonizada por Tom Hiddleston, Gugu Mbatha-Raw, Wunmi Mosaku, Owen Wilson, Sophia Di Martino, DeObia Oparei, Richard E. Grant, y Jonathan Majors, el productor ejecutivo Stephen Broussard y creativos adicionales. La discusión incluye la historia de Hiddleston con el personaje principal y el reparto de otros personajes principales, así como el diseño y la filmación de cada episodio. | |                |                                |                               |
| 4 | «Creando Black Widow» (en inglés: The Making of Black Widow)                                                             | Bradford Baruh | Brenton Covington              | 20 de octubre de 2021         |
| El especial va detrás de las escenas de la realización de Black Widow con la directora Cate Shortland, varios productores y los miembros del elenco, incluidos Scarlett Johansson, Florence Pugh, David Harbour, Rachel Weisz, Ray Winstone y más. | |                |                                |                               |
| 5 | «Creando What If...?» (en inglés: The Making of What If...?)                                                             | Bradford Baruh | Meghan Leon                    | 27 de octubre de 2021         |
| El especial va detrás de las escenas de la realización de What If...? con el creador A.C. Bradley, el director Bryan Andrews, el animador Stephan Franck, los productores y el actor Jeffrey Wright. La discusión incluye la idea de What If...?, la creación, la animación del espectáculo y el casting. | |                |                                |                               |
| 6 | «Creando Shang-Chi and the legend of the Ten Rings» (en inglés: The Making of Shang-Chi and the Legend of the Ten Rings) | Bradford Baruh | Amir Shoucri y Jason Hillhouse | 12 de noviembre de 2021       |
| El especial va detrás de las escenas de la realización de Shang-Chi y la Leyenda de los Diez Anillos con el director Destin Daniel Cretton, varios productores y los miembros del elenco, incluidos Simu Liu, Awkwafina, Meng'er Zhang, Ben Kingsley, Tony Leung, Benedict Wong y más. | |                |                                |                               |

#### Fase Cinco
- Assembled: The Making of Ant-Man and the Wasp: Quantumania, se estrenó el 19 de julio de 2023.
- Assembled: The Making of Guardianes de la Galaxia vol. 3, se estrenó el 13 de septiembre de 2023.
- Assembled: The Making of Invasión Secreta, se estrenó el 20 de septiembre de 2023.
- Assembled: The Making of Loki: Season 2, se estrenó el 22 de noviembre de 2023.
- Assembled: The Making of Echo, se estrenará el 31 de enero de 2024.

## Estreno
Marvel Studios: Assembled se estrenó el 12 de marzo de 2021 en Disney+. Se estrenarán especiales adicionales poco después del estreno inicial de una película o de la finalización de una serie de Disney+.

## Recepción
Con el lanzamiento del especial para WandaVision, Anderton recordó cómo Marvel Studios había pasado de hacer del UCM como el "experimento episódico más grande de la historia", según la estrella de esa serie, Paul Bettany, a un "éxito completo" con su interconectividad y sentido. Assembled permitió a Marvel Studios "sumergirse en todos los aspectos" de sus próximas producciones, incluidos los "detalles llenos de spoilers" que se mantuvieron en secreto. Elaine Low, que escribe para Variety, dijo que el especial de WandaVision fue una "deliciosa inmersión profunda" que exploró la "escala masiva y la amplitud" de los efectos visuales utilizados para sus episodios y el diseño de producción. Lucas Pearce de The People's Movies sintió que el especial era una "gran manera de cerrar la brecha" entre el final de esa serie al mostrar cómo "todo se unió".
Con respecto al especial de The Falcon and the Winter Soldier, Anderton consideró que la serie era más sencilla que WandaVision, era menos convincente o fascinante, pero destacó los aspectos técnicos de esa producción que encontró "sorprendentes", como como mostrando el uso de paracaidistas reales para algunos fotogramas y el uso de efectos visuales para algunos fondos en escenas de acción y en el traje de Capitán América de Sam Wilson. Destacó en particular a las estrellas Anthony Mackie y Sebastian Stan bromeando juntos y una sola escena de Daniel Brühl en el personaje del barón Helmut Zemo promocionando una tienda de ropa de Sokovian llamada Suit-kovia para un "comercial improvisado", que se filmó en el club nocturno Brass Monkey conjunto que se utilizó para el entorno Madripoor de la serie.

## Documentales relacionados
En noviembre de 2022, se estrenó el especial documental, Director by Night, que muestra el detrás de escena de la Presentación especial de Marvel Studios, Werewolf by Night (2022) con énfasis en la vida y carrera de su director y compositor, Michael Giacchino.